# من روسيا مع الحب (فلم)
من روسيا مع الحب (بالإنجليزية: From Russia with Love) هو فيلم حركة تم إنتاجه في المملكة المتحدة وصدر في سنة 1963. من بطولة شون كونري.

## الميزانية والإيرادات
بلغت تكلفة إنتاج الفيلم حوالي مليوني دولار بينما حقق أرباحا تقدر بـ 78.9 مليون دولار.

## وصلات خارجية
- مقالات تستعمل روابط فنية بلا صلة مع ويكي بيانات